# Procedimiento legislativo ordinario (Unión Europea)
El procedimiento legislativo ordinario (PLo), antes conocido como el procedimiento de codecisión, es el principal proceso legislativo por el que un proyecto legislativo puede ser aprobado en la Unión Europea, exceptuándose algunas áreas sometidas a procedimiento legislativo especial (PLe) (solo del Consejo o del Parlamento Europeo, aisladamente) y las que se excluyen de la legislación, como por ejemplo todo el ámbito de la política exterior y de seguridad común.
Tras el tratado de Lisboa, el procedimiento de codecisión (contenido en el artículo 294 del Tratado de Funcionamiento de la Unión Europea) pasó a denominarse procedimiento legislativo ordinario, consistiendo en la adopción conjunta por el Parlamento Europeo y el Consejo de la Unión Europea, a propuesta de la Comisión Europea, de un reglamento, una directiva o una decisión de naturaleza legislativa. Para ello se requiere la aprobación de un mismo texto por parte de las dos Instituciones, como cámaras legislativas colegiadas, en un sistema de bicameralismo perfecto. En garantía, vendrá refrendado por los presidentes de ambas instituciones.
Dicho procedimiento, que pone en pie de igualdad al Parlamento y al Consejo, es el eje de la función legislativa de las Instituciones. Su ámbito de aplicación abarca la gran mayoría de las materias posibles, correspondiendo las excepciones a los llamados procedimientos legislativos especiales.

## Propuesta de la Comisión
El procedimiento legislativo ordinario solo puede dar comienzo a instancia de la Comisión, que ostenta en los ámbitos de decisión a los que aquel se aplica un verdadero monopolio de la iniciativa legislativa. Ninguna otra institución ni ningún Estado miembro tiene la facultad de presentar por sí solo una propuesta válida para su consideración como tal por el Parlamento o el Consejo. Esta es una de las diferencias que separan el PLo de los distintos PLe, en muchos de los cuales la responsabilidad de propuesta legislativa recae no solo en el Colegio de Comisarios, sino también en otra institución o en los Estados miembros. Solo en muy contadas ocasiones el PLo abre la puerta a la iniciativa de las demás instituciones (caso de leyes referidas al BCE o al Tribunal de Justicia) o a los Estados miembros, en solitario o de manera conjunta con la Comisión. Es exclusivo poder de la Comisión modificar su propia propuesta en cualquier momento del procedimiento, a la vista de las circunstancias. Esta posibilidad concede a la Comisión una omnipresencia negociadora determinante a lo largo de todo el proceso. Solo mediante aprobación simple del Parlamento y unánime del Consejo podrá eludirse la opinión de la Comisión y modificar válidamente su propuesta.
El Reglamento interno de la Comisión contempla a tal fin un conjunto de procedimientos reglados a través de los cuales debe la Comisión elaborar sus propuestas legislativas y elevarlas a las cámaras. Estos procedimientos o mecanismos internos, posteriormente blindados a través del acuerdo interinstitucional "Legislar mejor", buscan sobre todo velar por una mayor transparencia en el procedimiento legislativo europeo y una participación anticipada de las instituciones y de los sectores concernidos, facilitando su posterior adopción merced a una cierta síntesis, en lo posible, de los intereses involucrados, todo lo cual resulta muy acorde con el sistema político comunitario, en particular con el europeo. Por lo general, un proyecto legislativo es elaborado por los servicios de las direcciones generales de la Comisión políticamente concernidas, que actuarán bajo la supervisión del comisario responsable y sujetos a la general coordinación de su gabinete político. El texto que finalmente acuerde este grupo de trabajo será revisado por el servicio jurídico de la Comisión y, finalmente, tras recibir el visto bueno de la Secretaría General de la Comisión, será elevado por el comisario competente al Colegio de Comisarios en pleno. Este, tras debatir la propuesta, votará por su adopción como propuesta de todo el Colegio o la devolverá a los servicios para su mejor estudio. Adoptada una propuesta, esta será transmitida simultáneamente al Parlamento Europeo y al Consejo.

### Grupos de presión
Es ya lugar común señalar como una de las más evidentes muestras del incremento notorio de poder que ha experimentado la Unión Europea en las últimas dos décadas el paralelo florecimiento de una nutrida red de intereses económicos y políticos diversos que se organizan y agrupan sistemática y estructuradamente en torno a las instituciones comunes de Bruselas, con el fin de promover las dinámicas comunitarias que les sean favorables y sofocar, en lo posible, aquellas otras iniciativas que les sean contrarias o inconvenientes. Estas estructuras de presión o de poder estables, conocidas por su denominación inglesa "lobbies", funcionan por lo general por medio de personal especializado que, respaldado por una sólida y discreta red de contactos personales y profesionales, se infiltra en las distintas fases y entre los distintos agentes del proceso decisorio con el objetivo de hacer saber y, si es posible, prevalecer los intereses de sus representados. Éstos, a su vez, suelen ser empresas o industrias agrupadas (sectorial o verticalmente), asociaciones civiles, fundaciones, colectivos sociales interesados en determinadas políticas, organizaciones, etc. Cuando el funcionamiento o la impulsión principal de estos grupos se aleja progresivamente del interés meramente patrimonial y se interna en el ámbito más puramente ideológico, académico o incluso religioso (partidos políticos, universidades, confesiones, etc.), suele considerarse que se trata más de instituciones que actúan como think tanks que como auténticos lobbistas. También los Estados (miembros o extranjeros) emplean no pocas veces técnicas de lobbing en sus relaciones con las instituciones europeas en defensa de sus intereses, o utilizan en ocasiones los servicios de los lobbistas profesionales.
Si bien este es un fenómeno consustancial al poder y se ha dado, de una forma u otra, desde la fundación misma de las Comunidades Europeas, su evolución al alza (en número y en importancia de las siglas o de los grupos representados) y el desplazamiento (o mayor espectro) de su foco de interés dicen mucho acerca de los mecanismos de poder en Bruselas y de las estructuras en que este verdaderamente reside, en última instancia. Así, si en un principio eran el Consejo y sus ministros participantes, y la propia Comisión Europea los casi únicos centros de atención a la hora de ejercer presiones o aplicar contactos provechosos, se da que hoy en día es el Parlamento Europeo la institución que más lobbistas alberga. Esto se debe, sin duda, al poderoso aumento de sus facultades legislativas, pero también a la mayor permeabilidad de sus miembros y al menor control que sobre ellos se ejerce, como representantes directos y elegidos democráticamente. Sin embargo, su elevado número (750 diputados con Lisboa) sigue disuadiendo a no pocos y devuelve la pelota al tejado de la Comisión, en la fase preparatoria de las decisiones (las cocinas del poder) o, ya en fase decisoria propiamente dicha, al Consejo, donde los representantes nacionales siempre parecen mejor dispuestos a regatear con las instituciones europeas, pero donde a su vez se reduce significativamente la posibilidad de realizar enmiendas que no cuenten con varios y poderosos apoyos.
Para controlar este fenómeno, y para evitar en lo posible sus potenciales efectos negativos sobre el interés general comunitario, tanto la Comisión como el Parlamento han establecido registros voluntarios para que los lobbistas se inscriban. Ambas instituciones están negociando la unificación de sus registros en uno solo gestionado conjuntamente, si bien las principales críticas apuntan sobre todo a la reducida eficacia de los registros voluntarios.

### Libros de consulta
Antes de adoptar una propuesta oficial acerca de un asunto considerado de gran importancia política o económica, y especialmente si la regulación pretendida es por esencia compleja o muy amplia, los contactos informales que la Comisión mantiene habitualmente con los agentes interesados (a través de los lobbies o bien directamente) pueden ser considerados fácilmente como insuficientes o incompletos. Por esta razón, la Comisión Europea ha adoptado una nueva práctica que persigue dotar de una mayor representatividad y transparencia al ejercicio su derecho de iniciativa: los libros verdes y los libros blancos.
Los llamados "Libros verdes" son en realidad de un conjunto estructurado de reflexiones y propuestas generales que la Comisión hace público con el fin de dar a conocer sus puntos de vista y algunas de sus ideas en estudio, invitando a todos los agentes o individuos interesados en participar a hacerle llegar sus impresiones, opiniones, proposiciones o temores acerca de una posible intervención europea en la materia. La deliberación que se abre paso tras la publicación de un libro verde concluye cuando la Comisión dispone de una perspectiva suficiente de las opiniones y preocupaciones manifestadas en este foro y decide a elaborar una propuesta definitiva, que posteriormente habrá de seguir su curso legislativo, o bien decide abstenerse de toda acción o limitarla a propuestas no legislativas. El proceso de debate público que da comienzo con la publicación del libro suele prolongarse durante aproximadamente un año, y constituye una oportunidad excelente para que los grupos de presión y otros interesados puedan hacer llegar sus opiniones, defender sus intereses, y en definitiva influir en el proceso decisorio. Sin embargo, la lentitud de este proceso, que se suma a los lentos ritmos del procedimiento legislativo ordinario, determina que este mecanismo, de práctica reciente, solo se emplee en el caso de legislaciones de muy amplio espectro.
Los "Libros blancos" son documentos que contienen propuestas definidas de acción comunitaria en un campo específico. En ocasiones constituyen una continuación del proceso de consultas iniciado por un Libro verde. Los Libros blancos, aunque públicos, se dirigen fundamentalmente a los actores más directamente involucrados en la cuestión abordada, y en particular a aquellos que disponen de verdadera influencia en el proceso legislativo, en cualquiera de sus fases. A esta consulta están, pues, convocadas principalmente las demás instituciones comunitarias y los Estados miembros. Si la propuesta en estudio es acogida favorablemente por éstos, suele dar lugar a una iniciativa legislativa formal de la Comisión en este sentido.

### Dictámenes preceptivos
Desde el momento en que la Comisión adopta oficialmente una propuesta legislativa y la remite al Parlamento Europeo y al Consejo para su consideración, se abre un período de ocho semanas (reducibles a cuatro en caso de urgencia) durante el cual los Parlamentos nacionales de los Estados miembros, a los que la Comisión debe remitir inmediatamente una copia integral del proyecto presentado al Parlamento y al Consejo, tienen la oportunidad de estudiar en detalle la propuesta de la Comisión y de consultarse recíprocamente. Si un tercio o más de los parlamentos nacionales consideran que el texto presentado vulnera el principio de subsidiariedad contenido en los Tratados, la Comisión deberá reconsiderar su propuesta. Si decide mantenerla en sus mismos términos, deberá exponer las razones que fundamentan su decisión; sin embargo, la eventual oposición institucionalizada de un tercio o más de los parlamentos nacionales que posibilita este mecanismo (conocido como "alerta temprana") supondría un serio revés político para la Comisión y sería probablemente un anticipo de ulteriores dificultades en el Consejo, donde los gobiernos nacionales concernidos difícilmente asumirían un texto que ha merecido la repulsa formal de sus propios parlamentos.
Además, y sin perjuicio de que todo lo anterior siga su debido curso, la Comisión deberá transmitir su propuesta al Comité Económico y Social y al Comité de las Regiones, si se diera el caso de que esta contuviera disposiciones con trascendencia en los ámbitos socioeconómico o regional, respectivamente.

## Primera lectura
Aprobada una propuesta por la Comisión Europea, esta será notificada simultáneamente al Parlamento Europeo y al Consejo, en la persona de sus presidentes. Sin embargo, es el Parlamento el que está llamado a pronunciarse en primer lugar. La primera lectura se prolonga durante aproximadamente un año y medio, de ordinario, y es poco habitual que en ella se produzca un acuerdo definitivo entre los actores parte que alumbre una nueva ley europea; de lo que se trata es más bien de que tanto el Parlamento como el Consejo manifiesten formalmente sus puntos de vista sobre la base propuesta por la Comisión, con el fin de que esta pueda a su vez modificarla en lo que considere para facilitar un acuerdo. Es más un momento de afirmación política y de pulso institucional que de verdadera búsqueda del consenso. Es importante resaltar que -y esto es extensible a todo el procedimiento legislativo ordianario- mientras que el Consejo habrá de pronunciarse, según cuente o no con el apoyo de la Comisión en sus posiciones, por mayoría cualificada o por unanimidad, respectivamente, el Parlamento se pronunciará siempre por mayoría simple, bastando que se emitan más votos a favor que en contra para que la Eurocámara adopte sus posiciones.

### Del Parlamento
Recibida la notificación, el presidente del Parlamento transmitirá la propuesta a los diputados y la remitirá para su examen a la comisión parlamentaria correspondiente, que designará un ponente entre sus miembros, encargado de seguir y participar de su elaboración en todas las fases del proceso. Será a la comisión parlamentaria competente a la que en adelante se dirijan las consultas que pudieran formular al Parlamento otras instituciones respecto a la misma propuesta, y a ella igualmente a la que se remitan las sucesivas posiciones adoptadas por el Consejo. Es usual a su vez que la comisión parlamentaria encargue al diputado ponente el seguimiento continuado de las negociaciones con el Consejo y con la Comisión, tarea que desempeñará junto con el propio presidente de la comisión parlamentaria. Sobre la base de la propuesta del ponente (que generalmente actuará en coordinación con otros ponentes en la sombra, representantes de los grupos políticos), la comisión parlamentaria adoptará un informe legislativo que podrá, bien recomendar al pleno la adopción de una posición diferente a la propuesta original de la Comisión Europea, que incluya determinadas enmiendas, bien recomendar al pleno la adopción de una posición favorable en todo a la propuesta de la Comisión. A la vista del informe de la comisión parlamentaria el pleno del Parlamento Europeo adoptará su posición en primera lectura, que podrá optar por la versión de la Comisión, por una versión enmendada de la misma o, finalmente (lo cual no es usual) por un rechazo global de la propuesta de ley de la Comisión, lo que en la práctica forzaría a esta a reconsiderarla o retirarla. En cualquier caso, la propuesta de la Comisión sigue siendo la base del proceso, y el Parlamento tendrá el máximo interés en negociar con la Comisión para que esta modifique su propuesta, cosa que puede hacer en cualquier momento del procedimiento, antes que en aprobar una posición divergente que deba enfrentarse a la vez al Consejo y a la Comisión, pues en este caso solo un apoyo unánime (e improbable) del Consejo podría validar sus enmiendas definitivamente. Así pues, puede decirse que el Parlamento se enfrenta a las siguientes posibilidades al adoptar su posición en primera lectura:
- aprobar el texto propuesto por la Comisión Europea, sin modificación alguna, y transmitírselo íntegro al Consejo para que este a su vez se pronuncie;
- introducir enmiendas al proyecto presentado por la Comisión, lo cual solo tendrá sentido si previamente, por las razones que fueren, la Comisión se ha negado a incorporar el contenido de aquellas a su propuesta, o las modificaciones que introdujo en esta son consideradas insuficientes o insatisfactorias por el Parlamento;
- devolver el texto a la Comisión, si lo considera enteramente desacertado, sea mediante un pronunciamiento expreso o prolongando sine die la tramitación del texto, con el fin de forzar a la Comisión a revisarlo por completo o incluso a retirar su propuesta. Esta última táctica evita el enfrentamiento formal que entre ambas instituciones supondría una posición abiertamente contraria del Parlamento Europeo a la propuesta inicial de la Comisión.

La fase parlamentaria de la primera lectura suele prolongarse durante unos ocho o nueve meses, si bien no existe plazo legal alguno.

### Del Consejo
Adoptada la posición del Parlamento Europeo, corresponde al Consejo manifestar la suya. Desde que las dos cámaras reciben la propuesta inicial de la Comisión, pero muy especialmente una vez el Parlamento le transmite su posición (habitualmente sus discusiones se prolongan unos siete u ocho meses, si bien en ellas puede tener voz el Consejo), el Consejo pone en marcha su propia maquinaria negociadora. Recibida la notificación inicial, el Consejo convoca grupos de trabajo especializados integrados por expertos nacionales enviados por los gobiernos de los Estados miembros y por representantes de la Comisión. Estos grupos funcionan bajo la dirección de la presidencia semestral del propio Consejo, y rinden cuentas ante un Comité de Representantes Permanentes de los Gobiernos de los Estados miembros coordinado asimismo por la presidencia de turno, que prepara las reuniones y las decisiones que adoptará el pleno del Consejo y que representa a la institución en las negociaciones con la Comisión y con el Parlamento. Pero solo una vez que el Parlamento le ha transmitido oficialmente su posición puede el Consejo adoptar la suya propia, y esta -aquí reside la principal diferencia con el Parlamento- solo podrá apartarse de la propuesta de la Comisión si el Consejo la aprueba por unanimidad. Esto hace extremadamente dificultosa la introducción de enmiendas por el Consejo si estas no cuentan con el respaldo del ejecutivo comunitario, extremo que no se da en fase parlamentaria, o al menos no en términos tan tajantes. Así, el incentivo del Consejo para adoptar un acuerdo que no se aparte demasiado de la línea planteada por la Comisión es jurídicamente mucho más fuerte, pero es que -recordemos- no necesariamente la propuesta de la Comisión se mantendrá impertérrita a lo largo del proceso, sino que en buena lógica habrá incorporado, previa negociación, las observaciones y enmiendas efectuadas por el Parlamento en su posición, y podrá a su vez la Comisión -así lo quiere la propia dinámica del proceso- negociar en todo momento con el Consejo modificaciones que hagan más viable su aprobación por los gobiernos nacionales. La posición del Consejo, por tanto, solo podrá pronunciarse en el margen de las siguientes opciones:
- aprobar la propuesta de la Comisión (por mayoría cualificada), si esta no fue enmendada en fase parlamentaria o si la Comisión incorporó a su propuesta las enmiendas del Parlamento Europeo, con lo que el acto legislativo quedaría definitivamente adoptado;
- asumir las enmiendas del Parlamento en su totalidad, pronunciándose por unanimidad y contra el criterio de la Comisión, con lo cual la ley quedará igualmente adoptada en esos términos;
- adoptar una posición propia, llamada común, distinta a la del Parlamento, en cuyo caso pueden darse dos situaciones:
  - que dicha posición sea acogida por la Comisión, en cuyo caso bastará para su aprobación la mayoría cualificada del Consejo;
  - que dicha posición no cuente con el respaldo de la Comisión, en cuyo caso requerirá el respaldo unánime del Consejo para ser aprobada. En cualquiera de estos dos casos la posición adoptada, que será la del Consejo en primera lectura, será remitida al Parlamento, cumplidamente acompañada de las razones por las que difiere de la suya, dando comienzo a la segunda lectura.

La primera lectura del texto en el Consejo suele ocupar una media de entre un año y quince meses, si bien en ocasiones las leyes más difíciles técnicamente o políticamente más polémicas pueden estancarse durante años en las negociaciones en sede del Consejo. En cualquier caso rige la norma general del libre plazo para la fase de primera lectura, por lo que no existe límite temporal alguno, tampoco para el Consejo.

## Segunda lectura
Si las posiciones adoptadas por el Parlamento Europeo y el Consejo en primera lectura difieren entre sí, la tramitación del proyecto de ley comunitaria se adentra necesariamente (salvo que la Comisión lo retire por completo) en la siguiente etapa del procedimiento. La segunda lectura abre asimismo la veda para el cómputo del plazo adicional que conceden los Tratados a las instituciones para alcanzar un acuerdo en esta fase: un máximo de tres meses para el Parlamento y otros tres para el Consejo, plazos prorrogables por un mes suplementario si lo solicitan uno u otro, respectivamente. La segunda lectura tiene, en principio, el mismo objetivo que la primera, que es la adopción de un acto legislativo de la Unión (un reglamento, una directiva o una decisión legislativas), y a los mismos actores por protagonistas, esto es, la Comisión, el Parlamento y el Consejo. Sin embargo, la mecánica que ordena este posterior estadio de la tramitación es algo distinta a la de la primera lectura, y lo mismo sucede con la posición negociadora de las tres instituciones, que ven alteradas o matizadas sus prerrogativas iniciales en una fase, esta segunda, esencial y principalmente ordenada a la efectiva consecución de un acuerdo que felizmente culmine con la adopción de una ley. Así, se introduce con nombre propio una figura jurídica cuya denominación formal se eludía hasta ahora, y que eleva por su peso simbólico el precio político a pagar por la institución que pretenda oponerse al acuerdo: es el veto. Por otra parte, las posiciones políticas iniciales, generalmente maximalistas, buscan aquí ser reconducidas pragmáticamente hacia un punto común que permita el nacimiento definitivo de una nueva norma. En coherencia con esta nueva línea, se multiplican en segunda lectura los contactos informales y los grupos de trabajo interinstitucionales Parlamento-Consejo-Comisión, llamados "tripartitos". En estos foros tripartitos suelen participar:
- el Parlamento, representado por el diputado ponente, el presidente de la comisión parlamentaria competente y, generalmente, los llamados ponentes en la sombra (representantes de los grupos políticos en la comisión parlamentaria) y un funcionario de los servicios jurídicos del Parlamento;
- el Consejo, por medio de la presidencia rotatoria, generalmente representada por el ministro nacional o secretario de Estado competente en la materia, asistidos a su vez por funcionarios nacionales y de la Secretaría General del Consejo;
- la Comisión, a través del Comisario responsable del asunto y de la dirección general competente, asistidos en ocasiones por el servicio jurídico de la institución.

### Del Parlamento
Recibida por el Parlamento Europeo la posición motivada del Consejo (diferente a la suya propia) en primera lectura, la Comisión comunicará asimismo al Parlamento su opinión respecto de esta y las razones que la llevaron a respaldar o a apartarse de la misma. La segunda lectura en fase parlamentaria se asemeja a la primera, si bien el plazo de tiempo se limita a tres meses, según lo dicho. La posición común motivada del Consejo y la opinión comunicada por la Comisión respecto de la misma serán remitidas por el presidente del Parlamento nuevamente a la comisión parlamentaria que conoció del asunto en primera lectura.
El texto que la comisión parlamentaria recibe ha pasado ya por sus propias manos, y por las del Consejo más la Comisión, en los términos antedichos, y consecuentemente, se limita significativamente el poder de enmienda de la Eurocámara. En compensación, se facilita considerablemente la posibilidad de introducirlas a título individual por todos los eurodiputados. De cualquier forma, la comisión parlamentaria o los diputados solo podrá recomendar al pleno y el pleno pronunciarse, en su caso, sobre:
- enmiendas que ya hubieran sido planteadas por el Parlamento en primera lectura, pero que durante la tramitación en el Consejo hayan sido desechadas;
- enmiendas referidas a cuestiones no suscitadas en primera lectura que el Consejo o la Comisión hayan introducido en la posición común, o bien cuya resolución se aparte notablemente de la propuesta inicial de la Comisión;
- enmiendas cualesquiera otras, siempre que su finalidad manifiesta sea la de acercar posiciones y facilitar un acuerdo definitivo sobre el texto.

En conclusión, pueden reducirse a las siguientes maniobras las opciones al alcance del Parlamento Europeo al adoptar su posición en segunda lectura:
- asumir la posición del Consejo enteramente, por mayoría, o bien no pronunciarse en absoluto (se considera aquí aprobación tácita), dando en cualquier caso lugar a la adopción del acto legislativo, en los términos en que resultó de la posición común del Consejo en primera lectura;
- interponer su veto, con lo que queda rechazada en su conjunto la posición común remitida por el Consejo y el acto legislativo no se adopta;
- introducir enmiendas, en los términos y dentro de los límites antes señalados, al texto aprobado en posición común por el Consejo en la primera lectura. En este último caso la Comisión deberá pronunciarse sobre las mismas, y dará comienzo la segunda lectura por parte del Consejo.

Según lo dicho, el Parlamento dispone de un máximo de tres meses, prorrogables durante otro más, para adoptar su posición en segunda lectura, con la peculiaridad de que si no lo hace se aplicará la regla de la aprobación tácita.

### Del Consejo
Una vez aprobadas nuevas enmiendas (esta vez al texto de la posición común adoptada por el Consejo en primera lectura) por el Parlamento Europeo, éstas (la redacción legal resultante, se entiende) constituyen su posición en segunda lectura, y corresponderá según lo dicho a la Comisión emitir dictamen sobre las mismas, siéndole de este modo remitidos una y otro al Consejo (a través de su presidencia) para que se pronuncie. Si el dictamen de la Comisión a las enmiendas parlamentarias fue positivo, bastará la mayoría cualificada del Consejo para hacerlas definitivas; en caso contrario, será necesaria la unanimidad. Lo que en definitiva recibe el Consejo es su posición común anterior enmendada por el Parlamento.
En segunda lectura, el Consejo podrá pronunciarse en determinados sentidos, pero también podría, dado que no existe plazo de actuación, no pronunciarse y enterrar así, de facto, el procedimiento. Si el Consejo adopta, como debe, una posición común, esta deberá expresar uno de los dos siguientes extremos:
- asumir las enmiendas que el Parlamento aprobó en su segunda lectura, para lo que deberá proceder en votación:
  - por mayoría cualificada, si las enmiendas del Parlamento fueron objeto de dictamen favorable de la Comisión Europea,
  - por unanimidad, si el dictamen de la Comisión sobre las enmiendas del Parlamento fue negativo;
- rechazar las enmiendas parlamentarias, algunas o todas, o bien no aprobarlas con la mayoría requerida. En este caso, el presidente del Consejo y el del Parlamento Europeo convocarán en el plazo de seis semanas de común acuerdo un comité de conciliación, en los términos a continuación expuestos.

Igual que el Parlamento, el Consejo dispone de tres meses prorrogables un mes más para adoptar su posición. Pero para él no rige la regla de la aprobación tácita, que en caso de no pronunciamiento del Parlamento en segunda lectura permite adoptar el acto legislativo sin su participación.

## Conciliación y tercera lectura
En el caso de que el Consejo no apruebe con la mayoría requerida (mayoría cualificada si la Comisión lo respalda; unanimidad si la Comisión se opone) las enmiendas introducidas por el Parlamento Europeo en segunda lectura (esto es, introducidas sobre el texto adoptado por el Consejo en posición común, en su primera lectura), el presidente del Consejo (de la formación de que se trate, ha de entenderse) convocará de común acuerdo con el presidente del Parlamento Europeo un comité de conciliación con el fin de intentar la consecución de un acuerdo satisfactorio entre el Parlamento y el Consejo.
La convocatoria debe producirse en un plazo máximo de seis semanas desde que el Consejo adopte una posición denegando su conformidad con las enmiendas parlamentarias; no obstante, podrá prorrogarse dicho plazo otras dos semanas. Durante este tiempo, Parlamento y Consejo preparan, con la participación de la Comisión, los trabajos del futuro comité, generalmente en reducidas reuniones tripartitas de carácter informal. Además este breve período permite que las partes designen a sus representantes en el comité y les den mandato de cara a la negociación.

### Comité de conciliación
El comité de conciliación reúne en su seno a un número igual de representantes del Parlamento Europeo y del Consejo, así como al comisario europeo encargado del seguimiento del asunto (generalmente el que ha defendido el proyecto de ley), mandatados por sus respectivas instituciones para procurar mediante negociaciones la conclusión de un acuerdo satisfactorio para las dos cámaras co-legisladoras (Parlamento y Consejo) y que permita elevar a las mismas un proyecto pactado en el comité, con el fin de que pueda procederse a una tercera y última lectura sobre un texto de compromiso. Este texto recibe el nombre proyecto común. No obstante, solo podrán ser objeto de negociación las enmiendas del introducidas por el Parlamento Europeo en su segunda lectura sobre la base de la primera posición común del Consejo
Para proyecto común pueda ser aprobado en comité, se requiere el voto favorable de las dos delegaciones que integran el comité (las del Parlamento y Consejo), que se pronunciarán separadamente y según las reglas de funcionamiento propias de sus instituciones: así, una mayoría cualificada entre los representantes del Consejo (habitualmente serán los miembros del COREPER, coordinados por la presidencia de turno; por tanto, veintisiete miembros) y una mayoría simple entre los representantes del Parlamento (entre los que se incluyen con carácter estable tres vicepresidentes del Parlamento, siendo el resto representantes de los grupos políticos en la comisión parlamentaria competente). Cabe decir que, por lo que respecta al Consejo, en este paso resulta indiferente que el acuerdo se aparte de la posición sostenida por la Comisión; solo será precisa la unanimidad cuando así lo exijan los Tratados por razón de la materia legislada.
El papel de la Comisión Europea en fase de conciliación es, aunque en la práctica relevante por su alto conocimiento técnico de los asuntos (al fin y al cabo, es ella la que los puso sobre la mesa), jurídicamente secundario, y en cualquier caso, distinto al que desempeñó en el resto del procedimiento. Su función en el comité de conciliación, del que participa, es esencialmente facilitadora: propiciar el consenso de los co-legisladores a través de su mediación, defender el interés general comunitario, defender su proyecto inicial o sus líneas principales para que figuren en el proyecto común, etc. Pero no dispone de la capacidad de forzar una votación unánime del Consejo sobre aquellos puntos en que diverja de su posición, ni puede ya retirar el proyecto de ley; ni siquiera puede modificarlo por sí sola, como era su potestad durante el resto del procedimiento. Sí cuenta, sin embargo, con un instrumento de influencia poderoso: es la única que puede introducir en la negociación nuevos elementos ajenos a las enmiendas del Parlamento en segunda lectura que se someten al comité. Dado que en numerosas ocasiones el proyecto común se acuerda sobre la base de un consenso global y no solo sobre las transacciones concretas que puedan surgir de las enmiendas parlamentarias, esta herramienta puede revelarse muy útil.
El comité dispone de un plazo de seis semanas para adoptar un proyecto común y elevarlo a las cámaras, que podrá prorrogarse otras dos semanas más. Alcanzada fecha límite sin acuerdo, el acto legislativo se considerará no adoptado, poniéndose fin al procedimiento legislativo. Así pues caben para el Comité las siguientes posibilidades:
- adoptar un proyecto común o texto de unidad, que será remitido de nuevo al Parlamento y al Consejo para su tercera y última lectura;
- no alcanzar un acuerdo, lo que supondría que el acto legislativo no se adopta y concluye el procedimiento legislativo.

La brevedad del plazo de seis semanas (máximo ocho) para alcanzar un acuerdo y la complejidad de muchos de los asuntos a tratar en un acto legislativo aconsejan que antes incluso de ser convocado el comité de conciliación las negociaciones en busca de acuerdo tengan lugar desde el comienzo de la segunda lectura en los foros tripartitos. En ese triágolo informal es donde la mayoría de las veces se gestan los acuerdos que posteriormente adoptará el comité de conciliación.

### Tercera lectura
El texto que se remite al Parlamento Europeo y al Consejo para que se pronuncien definitivamente en tercera y última lectura es el adoptado como proyecto común por el comité de conciliación; dicha redacción no puede alterarse en nada y no se admiten enmiendas de ningún tipo y en ninguna de las dos instancias co-legisladoras.
El Parlamento deberá pronunciarse por mayoría de votos y el Consejo lo hará por mayoría cualificada (salvo excepciones por razón de la materia). Generalmente en el Consejo no se presentará problema alguno para aprobar el proyecto común, dado que su composición es políticamente idéntica a la del Comité de Representantes Permanentes que lo representó en conciliación; sí caben en cambio sorpresas en el Parlamento, pero el rechazo parlamentario en tercera lectura de un texto consensuado por eurodiputados representativos no es nada frecuente. No suelen, por tanto, plantearse problemas para la doble aprobación en tercera lectura, dado que parte de una base, el proyecto común, fruto del consenso. En cualquier caso, aunque improbable, no es imposible, y caben por tanto dos posibilidades:
- que el Parlamento y el Consejo aprueben el proyecto común, con lo que el acto legislativo quedaría adoptado;
- que alguno de los dos interponga su veto sobre el proyecto común o no se pronuncie (en el caso del Consejo, bastaría que no alcanzase la mayoría cualificada necesaria) en el plazo requerido, con lo que el acto se considerará no adoptado.

El plazo que se concede a las cámaras co-legisladoras para que se pronuncien en esta tercera lectura es de seis semanas, prorrogables otras dos suplementarias.